# Miami Blues
A Miami Blues 1990-es amerikai bűnügyi vígjáték, amelyet George Armitage írt és rendezett. A forgatókönyvet Charles Willeford azonos című regénye alapján készítették. A főbb szerepekben Alec Baldwin, Fred Ward és Jennifer Jason Leigh.

## Szereplők
| Szerep                   | Színész              | Magyar hang       |
| ------------------------ | -------------------- | ----------------- |
| Frederick J. Frenger Jr. | Alec Baldwin         | Sörös Sándor      |
| Hoke Moseley őrmester    | Fred Ward            | Papp János        |
| Susie Waggoner           | Jennifer Jason Leigh | Farkasinszky Edit |
| Frank Lackley őrmester   | Paul Gleason         | Rudas István      |
| Bill Henderson őrmester  | Charles Napier       | Kránitz Lajos     |
| Ellita Sanchez           | Nora Dunn            | Ráckevei Anna     |
| Willie                   | Obba Babatundé       | Kálid Artúr       |
| Eddie                    | Herb Goldstein       | Komlós András     |
| Buki                     | Vic Hunter           | Kardos Gábor      |
| Edie                     | Shirley Stoler       | Némedi Mari       |

## Fogadtatás

### Kritikai visszhang
A Rotten Tomatoeson 85%-os minősítést ért el 27 értékelés alapján, a konszenzus szerint: „Kemény izgalmakkal és feketén humoros poénokkal tarkított Miami Blues egy elbűvölően szokatlan bűnügyi kalandot kínál.” Jonathan Rosenbaum a Chicago Readertől azt írta: „Emlékeztető, hogy Hollywood valójában nem halt meg...” Budd Wilkins a Slant Magazine-tól azt írta: „George Armitage elbűvölően excentrikus neo-noir filmjét három karizmatikus főszereplő és egy egészséges adag fekete humor teszi még vonzóbbá.” Roger Ebert szerint: „A Miami Bluesban a megfelelő hangnemet keresik, és nem találják meg túl gyakran, de amikor megtalálják, akkor látszik, hogy mit kerestek.”
A Metacritic 72 pontot adott a 100-ból 27 vélemény alapján. Michael Upchurch a Seattle Timestól azt írta: „Feszes, fergetegesen vicces, és – az utolsó képsorokban – meglepően megható: a Miami Blues egy csodálatosan üdítő alkotás.” Angie Errigo az Empire-től azt írta: „Ez brutális, véres, néha egyenesen undorító dolog, és a kissé torz személyiségűek valószínűleg hasra esnek a nevetéstől.” Owen Gleiberman az Entertainment Weeklytől azt írta: „Ami azonban igazán tönkreteszi a filmet, az Alec Baldwin rendkívül gyenge alakítása.”

### Bevétel adatai
A Box Office Mojo szerint 9,8 millió dolláros bevételt ért el, a költségvetésről nincs információ.